# Breira
Breira est une commune de la wilaya de Chlef en Algérie, située à plus de 100 km au nord-est du chef-lieu de la wilaya au cœur de la dahra, commune très enclavée et très pauvre vivant de l'agriculture. La population y parle un dialecte berbère zénéte.

## Sources, notes et références
1. ↑  « Wilaya de Chlef : répartition de la population résidente des ménages ordinaires et collectifs, selon la commune de résidence et la dispersion ». Données du recensement général de la population et de l'habitat de 2008 sur le site de l'ONS.